# Aéroport de Vijayawada
L'aéroport de Vijayawada (code IATA : VGA • code OACI : VOBZ) est un aéroport international situé à Vijayawada et desservant la Région Capitale de l'Andhra Pradesh dans l'Andhra Pradesh.

## Histoire
Le terrain d'aviation situé à Gannavaram a servi de base aérienne pour l'armée durant la Seconde Guerre mondiale, avant d'être converti en aéroport civil.
Le 12 janvier 2017, un nouveau terminal est inauguré permettant d'accueillir 2 millions de passagers par an, suffisant pour l'accroissement du trafic pour les 4-5 années suivantes, en attendant la construction d'un terminal plus grand. Le statut d'aéroport international lui est concédé en mai 2017, mais seul un vol international est opéré entre Vijayawada et Singapour, de décembre 2018 à juillet 2019.

## Situation
| \| 300 km1:23 714 000 \| Delhi Bombay Madras Bangalore Calcutta Hyderabad Cochin Ahmedabad Goa Pune Thiruvananthapuram Calicut Lucknow Guwahati Srinagar Jaipur Bhubaneswar Coimbatore Nagpur Indore Mangalore Visakhapatnam Patna Amritsar Chandigarh Tiruchirappalli Jammu Raipur Bénarès Agartala Port Blair Vadodara Imphal Bagdogra Madurai Bhopal Ranchi Aurangabad Udaipur Leh Tirupati Rajkot Jodhpur Dehradun Dibrugarh Silchar Gaya Cannanore Vijayawada Surate Durgapur Jamnagar Belagavi Hubli-Dharwad Khajurâho Nanded Aizawl Dimapur Agra Bathinda |
| 300 km1:23 714 000 |

## Compagnies aériennes et destinations
| Compagnies        | Destinations                                                          |
| ----------------- | --------------------------------------------------------------------- |
| Air India         | Delhi-Indira Gandhi, Hyderabad-R. Gandhi, Tirupati                    |
| Air India Express | Bombay-Chhatrapati-Shivaji                                            |
| Alliance Air      | Hyderabad-R. Gandhi, Vishakhapatnam                                   |
| IndiGo            | Bangalore-Kempegowda, Madras (Chennai), Hyderabad-R. Gandhi, Tirupati |
| SpiceJet          | Bangalore-Kempegowda, Hyderabad-R. Gandhi, Pondichéry, Vishakhapatnam |
| TruJet            | Hyderabad-R. Gandhi, Cuddapah (en)                                    |

Édité le 17/03/2020

## Statistiques
Pour des raisons techniques, il est temporairement impossible d'afficher le graphique qui aurait dû être présenté ici.

Voir la requête brute et les sources sur Wikidata.